# Ольшевський Марцелін Матвійович
Марцелін (Марціал) Матвійович Ольшевський (1796—1866) — генерал-лейтенант, учасник захоплення Кавказу.

## Біографія
Народився 26 квітня 1796 року й походив із дворян Кам'янець-Подільської губернії.
1817 року, закінчивши курс у Дворянському полку, в чині прапорщика був призначений до 48-го єгерського полку, в якому прослужив 11 років. 1828 року Ольшевського було переведено з чином штабскапітана до лейбгвардії Волинського полку і потім був спочатку ад'ютантом при начальнику 19-ї піхотної дивізії, а потім старшим ад'ютантом при начальнику 14-ї піхотної дивізії. На цій посаді йому довелося брати участь у підкоренні Кавказа; за низку відмінностей він отримав кілька нагород. 1835 року був призначений полковником для виконання особливих доручень при генерал-лейтенанті Вельямінові, який командував військами на Кавказькій лінії, резиденцією якого був Ставрополь, а через три роки був призначений генерал-майором.

Від природи він мав хороші розумові здібності, на службі набув навички дуже гарного канцелярського чиновника, а в школі Вельямінова став дуже непоганим бойовим офіцером. Ольшевський був дуже працьовитий, і, здається, щиро був відданий Вельямінову (...) Особистість та характер Ольшевського були дуже несимпатичні. Кажуть, ніби Вельямінову одного разу хтось сказав про зловживання Ольшевського, і Вельямінов відповів: «Доведи, друже, і тоді я його роздавлю; а якщо не можеш довести, то я пліток не бажаю слухати».
— Г. И. Филипсон. Воспоминания (с 1809 по 1847 год). М., Кучково поле, 2019 год. Стр. 135-136.
12 квітня 1839 року Ольшевського було призначено начальником 2-го відділення Чорноморської берегової лінії], а через рік начальником лівого флангу Кавказької лінії. Потім протягом двох років Ольшевський командував 2-ою бригадою 20-ї піхотної дивізії й тоді ж отримав ордени св. Станіслава 1-го ступеня та св. Георгія 4-го ступеня (3 грудня 1842 р., № 6696 за списком Григоровича — Степанова).
9 жовтня 1843 року Ольшевського було призначено цивільним губернатором Кавказу з місцеперебуванням у Ставрополі; однак через три роки він звільнився з цієї посади на вимогу нового командувача військами на Кавказькій лінії генерала Завадовського, який погрожував звільнити його сам.
30 січня 1848 р. Ольшевського було призначено комендантом до Бендер і на цій посаді він до самої смерті, причому 7 квітня 1855 року він був призначений генерал-лейтенантом.
М. М. Ольшевський помер у Бендерах 4 грудня 1866 року.